# آندره ژولیوه
آندره ژولیوه (به فرانسوی: André Jolivet) آهنگساز فرانسوی در ۸ اوت ۱۹۰۵ در پاریس زاده شد و در ۲۰ دسامبر ۱۹۷۴ در همان شهر درگذشت. او به همراه الیویه مسیان، دانیال لوزور و ایو بودریه از بنیان‌گذاران گروه فرانسه جوان بود. وی همچنین تنها شاگرد فرانسوی ادگار وارز می‌باشد.

## زندگی
پدرش کارمند اداره اتوبوسرانی و مادرش خواننده و نوازنده پیانو بود. در کودکی به بیشتر هنرها گرایش داشت و به فراگیری نقاشی، نمایش، و ویلنسل پرداخت. در سال ۱۹۱۸ متن و موسیقی قطعه‌ای به نام «رمانس بربر» را نوشت. از ۱۹۲۱ تا ۱۹۲۴ به آموختن هارمونی نزد پدر تئوداس مشغول بود و از ۱۹۲۷ تا ۱۹۳۳ نزد پل لوفلم و ادگار وارز به فراگیری هارمونی و آهنگسازی ادامه داد. در ۱۹۳۴ نخستین اثر مهم خود که یک چهارنوازی برای سازهای زهی است را خلق کرد. در ۱۹۳۵ سوئیت برای پیانو به نام «مانا» و در ۱۹۳۶ «پنج وردخوانی» برای فلوت را نوشت که از درخشانترین آثار او به‌شمار می‌آیند. این دوره‌ای است که ژولیوه می‌گوید: بر آن است تا معنای نخستین و باستانی موسیقی را به آن بازگرداند هنگامیکه بیانگر جادوها و وردها و باورهای مذهبی گروه‌های انسانی بود. در همان سال به همراه الیویه مسیان، دانیال لوزور و ایو بودریه گروه «فرانسه جوان» را بنیان نهاد.
به هنگام جنگ نخست جهانی در سال ۱۹۴۰ به خدمت فراخوانده شد. در ۱۹۴۴ «سه مرثیه یک سرباز» و باله گینیول و پاندور را خلق کرد. او در حالی که به عنوان آموزگار آهنگسازی در هنرستان موسیقی پاریس (کنسرواتوار) به تربیت شاگردان می‌پرداخت، به عنوان آهنگساز سفرهای بسیاری را به کشورهای گوناگون برای شرکت در اجرای آثارش انجام می‌داد. او همچنین به رهبری ارکستر نیز مبادرت می‌ورزید. ژولیوه به ویژه آثار زیادی را در فرم کنسرتو خلق کرد.

## برخی از آثار
- کنسوتو پیانو
- سوئیت دلفیک
- کنسرتو ترومپت
- باله گینیول و پاندور
- «مانا» سوئیت برای پیانو
- پنج ورد (وردخوانی) برای فلوت تنها
- دوازده انوانسیون برای دوازده ساز مختلف

## شنیدن آثار
- youtube
- deezer